# Tisra
Tisra is een census town in het district Dhanbad van de Indiase staat Jharkhand. 

## Demografie
Volgens de Indiase volkstelling van 2001 wonen er 53547 mensen in Tisra, waarvan 56% mannelijk en 44% vrouwelijk is. De plaats heeft een alfabetiseringsgraad van 58%. 